# Sonic Belligeranza
Sonic Belligeranza è un'etichetta indipendente di musica elettronica nata nel 2000 e specializzata in breakcore e rumorismo di matrice concettuale. L'etichetta è diretta dal musicista e produttore musicale DJ Balli.

## Storia

### 2000-2003: Nascita e prime pubblicazioni
Sonic Belligeranza nacque nel 2000 su iniziativa di Riccardo Balli, in arte DJ Balli, al fine di produrre artisti e sonorità che mescolassero breakcore ovvero della contaminazione tra ritmiche "nere" come jungle, ragga/dance hall, drum and bass, hip-hop, e rumorismo nelle sue varie declinazioni. E se le prime produzioni dell'etichetta furono proprio i 12" di DJ Balli & Mu B dal titolo Serious And Comical Investigations At Around 333 bpm (2000) e Transmutations EP (2001), il primo lavoro prodotto non direttamente collegabile al fondatore dell'etichetta fu quello del francese Slaaam intitolato Skank Block Bologna (2003).

### 2003-in poi:- Belligeranzae+ Belligeranza
Tra il 2003 e il 2004 nacquero le due sottoetichette - Belligeranza dedita al turntablism innovativo e + Belligeranza dedita al noise-concettuale. Tra gli artisti stampati dalla label: FFF, Zombieflesheater, Sandblasting, N., Kovert, Slaaam, Micropupazzo, Mat 64 e Pira 666, Økapi (Filippo Paolini) ed ovviamente dj Balli, anche sotto i suoi numerosi pseudonimi.